# Ronald Brown
Pour les articles homonymes, voir Ronald Brown (mathématicien) et Brown.
Ronald Harmon Brown, né le 1er août 1941 à Washington et mort le 3 avril 1996 près de Dubrovnik (Croatie), est un homme politique américain. 
Membre du Parti démocrate, il est secrétaire au Commerce entre 1992 et 1996 dans l'administration du président Bill Clinton.

## Biographie
En déplacement officiel, il meurt dans le crash du Boeing 737 de l'US Air Force qui le transportait et qui a raté son approche sur l'aéroport de Dubrovnik, en Croatie.
L'approche sur l'aéroport, mal équipé, a eu lieu peu avant 15 heures lors d'un violent orage, entrainant une dérive de 7° de l'avion qui s'écrasa sur l'une des montagnes environnante.
Il n'y a eu aucun survivant.